# Archeoskanzen Březno
Archeologický skanzen Březno vznikl jako stanoviště experimentální archeologie na místě významné polykulturní lokality u Postoloprt v okrese Louny. Dlouhodobý průzkum zde doložil vývoj lidského osídlení od neolitu až po raný středověk. Výzkum probíhal v letech 1954–1973 a od roku 1981 zde fungovalo  pracoviště experimentální archeologie, jehož cílem bylo ověření funkčnosti dobových nástrojů, technické náročnosti staveb, spotřeby materiálu, klíčivosti obilí ze zásobních jam nebo podmínek bydlení v létě a zimě.

## Poloha lokality a přírodní podmínky
Lokalita leží na okraji Žatecké pánve, která je součástí geomorfologického celku Mostecké pánve. Tato úrodná oblast je charakteristická dlouhými vegetačními periodami, nižšími průměrnými srážkami a příznivými průměrnými teplotami. Archeologická lokalita a archeoskanzen se nalézají u řeky Ohře, asi 700 metrů východně po jejím proudu od vsi Březno, části obce Postoloprty. Jedná se o nejnižší říční terasu, rovinu ve výšce 190–193 metrů. Ohraničená je na západní straně Březenským vrchem, na severní straně tokem řeky, na východní a severovýchodní straně terénem stoupajícím k výšině nad Měleckým potokem, na jižní straně potom zvlněným terénem. Podloží je tvořeno převážně slínovci, které jsou zakryté valouny a říčními písečnými sedimenty, místně se objevuje spraš, případně písečná spraš. Kryopedimenty pleistocenního stáří zaujímají největší plochu okolí lokality a dodnes pozitivně ovlivňují úrodnost půd. Půdní vrstva je tvořena především černozemí a rendzinami.

### Přírodní poměry v minulosti
Vyhodnocení a rekonstrukci přírodních podmínek v minulosti lokality bylo možné provést pro některá období pravěku.
Jindřich Petrlík v roce 1988 rekonstruoval hypotetickou podobu okolní krajiny v mladší a pozdní době bronzové na základě rozboru přírodních daností malých prostorových jednotek (tzv. nanochor) v okolí sídliště a jejich vývoje s přihlédnutím k výsledkům dendrologických, palynologických, zoologických a jiných rozborů nálezů z lokality. Na nejúrodnějších částech plošiny na kryopedimentech a slínech předpokládá existenci polí. V okolí vodotečí a v nivě řeky Ohře rostly lužní lesy, které mohly být částečně změněny na louky a pastviny. Zamokřený terén v nízko položených místech, stejně tak jako terén často podléhající záplavám, zřejmě zabraňoval zemědělskému využití. Tok Ohře vymezující lokalitu byl však posunut dále na sever od dnešních břehů. Pastviny se mohly také nalézat na svazích blízkých kopců. Okolní listnaté lesy tvořené duby, buky a habry zabíraly zřejmě souvislejší území.

## Archeologické nálezy a historie
Na území o rozloze pěti hektarů byly odkryty objekty řady pravěkých kultur. Z neolitu pochází pozůstatky jedenácti dlouhých domů a jam (zásobní jámy, pece, těžba hlíny) z období kultury s lineární keramikou. Ze středního neolitu pochází nálezy závěrečné fáze kultury s vypíchanou keramikou, kterými je šestice sloupových domů, z nichž jeden byl ve skanzenu zrekonstruován. Z časného eneolitu pochází zbytky dvou mohyl s hroby a stopami po rituální orbě. Větší mohyla dosahovala délky nejméně 143,5 m, ale část jí zničila erozní činnost řeky Ohře. Lokalita byla osídlena také ve starší době bronzové, kdy se zde nacházelo sídliště, ze kterého bylo zdokumentováno jedenáct obytných staveb o rozměrech až 20 × 6 metrů, řada jam a dvě skupiny hrobů. Dále bylo doloženo osídlení lidem mohylových kultur z mladší doby bronzové a sídliště knovízské kultury, které zde existovalo po dobu 150–200 let.
V mladším stupni doby stěhování národů zde až do poloviny šestého století existovalo sídliště s 21 polozemnicemi a pěti kůlovými stavbami, které pravděpodobně obývali germánští Langobardi. Na ně ve druhé polovině šestého století navázalo slovanské osídlení, které přetrvalo až do přelomu devátého a desátého století. Výjimečným nálezem z devátého století je dvouprostorový dům s kamennými základy.
Nedaleko se nachází hradiště Březno, které bylo v některých obdobích osídleno současně s tímto sídlištěm.

## Skanzen
Ve skanzenu byla zrekonstruována řada objektů:
- slovanská polozemnice s vyplétanými stěnami kultury pražského typu,
- středověký srub z devátého století,
- zahloubená chata z doby stěhování národů,
- dlouhý dům z mladého eneolitu,
- raně středověká keramická pec.[1]

### Rekonstrukce slovanského obydlí

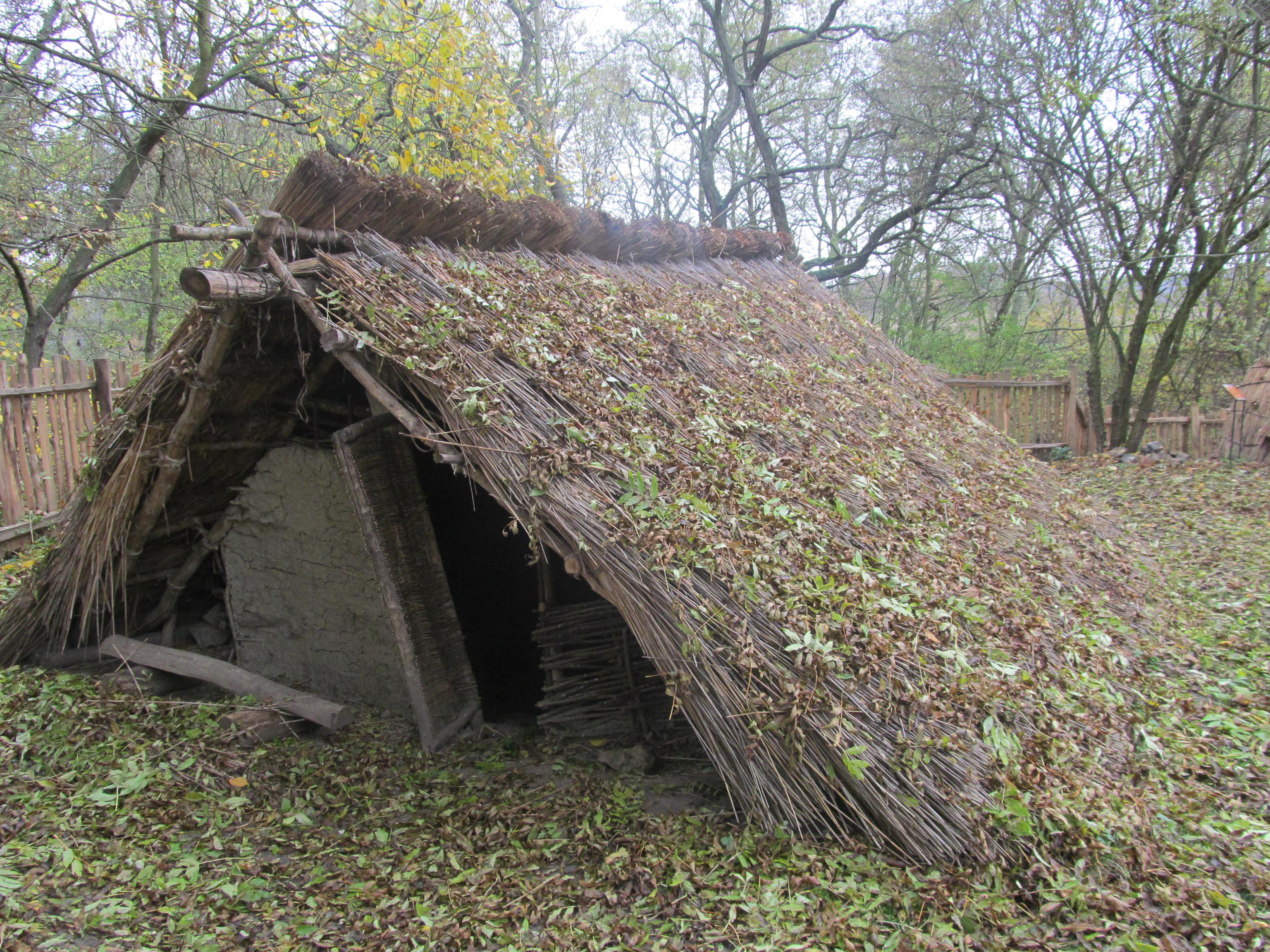
Slovanská polozemnice ze šestého století

Součástí skanzenu je rekonstrukce slovanského domu ze šestého století postaveného v rámci experimentální činnosti v roce 1981. Půdorys domu má tvar obdélníku o rozměrech 4,4 × 4,2 metru se zaoblenými rohy. Podlaha domu je oproti okolnímu terénu zahloubená o osmdesát centimetrů a ve středech užších stran stojí kůly, které nesou konstrukci krovu sedlové střechy pokryté rákosem. Stěny vysoké 145 centimetrů tvoří kůlová konstrukce vyplétaná pruty omazanými hlínou. Celková výška domu od podlahy měří tři metry. Kůly a krov jsou vzájemně spojené houžvemi a dřevěnými kolíky. Z vybavení interiéru je doloženo ohniště postavené v severozápadním rohu, lůžko a lavice. Dům byl postaven pomocí dobových nástrojů. Při práci tří lidí se odhaduje, že by k jeho stavbě v šestém století potřebovali tři až čtyři týdny.
Předpokládá se, že dům obývalo přibližně šest lidí, kteří trávili veškerý možný čas venku. Při experimentech s obýváním domu v zimním období se během několika týdnů vnitřní průměrná teplota ustálila na 13 °C i v době, kdy se venkovní teploty pohybovaly okolo −5 °C. V noci však vnitřní teplota klesala ke 4 °C. Spotřeba dřeva nutného k vytápění se v průměru pohybovala okolo 0,5 m³ týdně. Kouř z ohniště odcházel volně střechou nebo otvory při vrcholech štítů a obvykle se hromadil 1–1,2 metru nad podlahou.

## Přístup
Skanzen je v návštěvních hodinách přístupný od března do prosince. Okolo vedou žlutě značená turistická trasa a cyklotrasa č. 6 z Března do Loun.

## Galerie

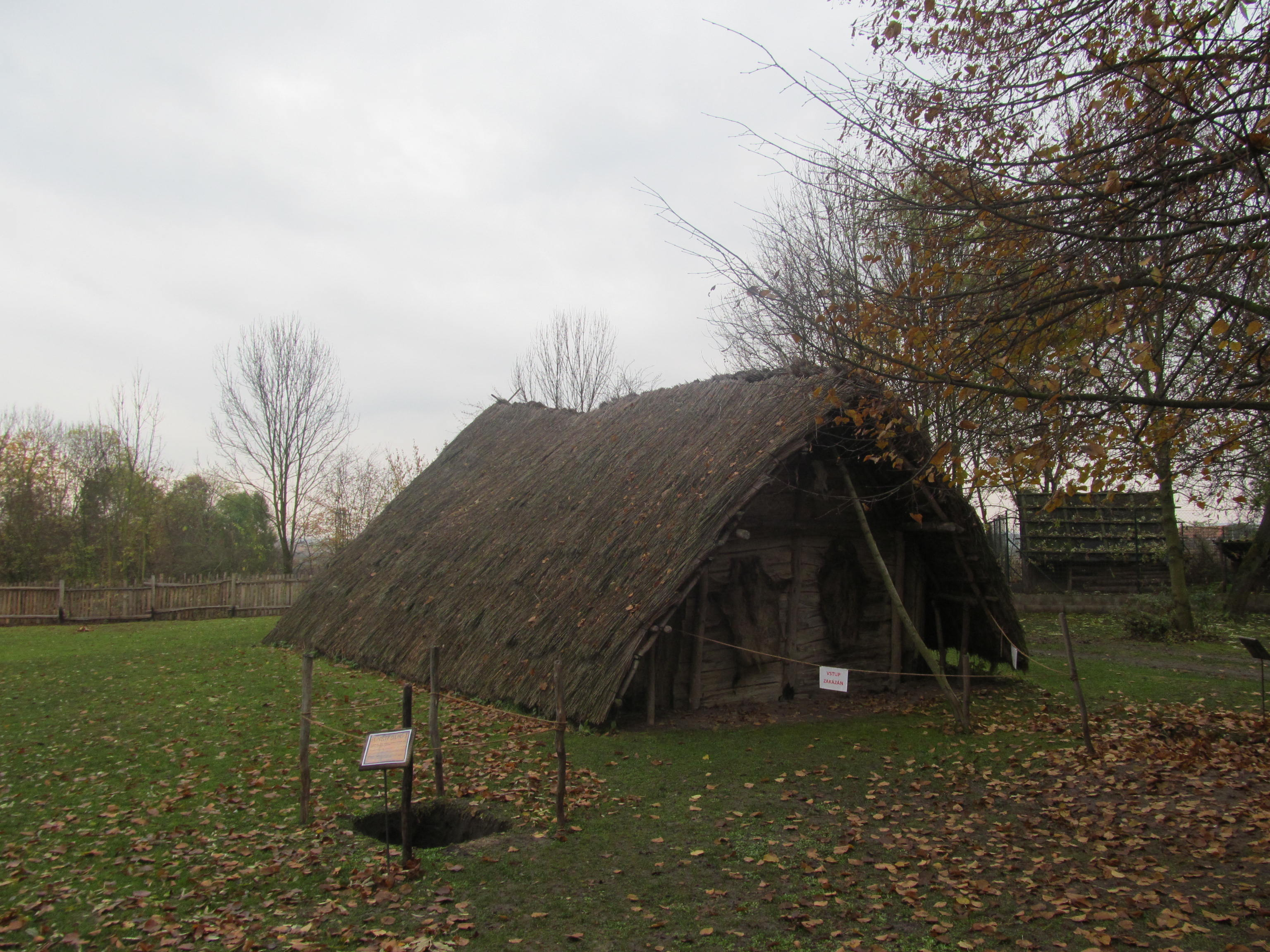
Dům z mladší doby kamenné
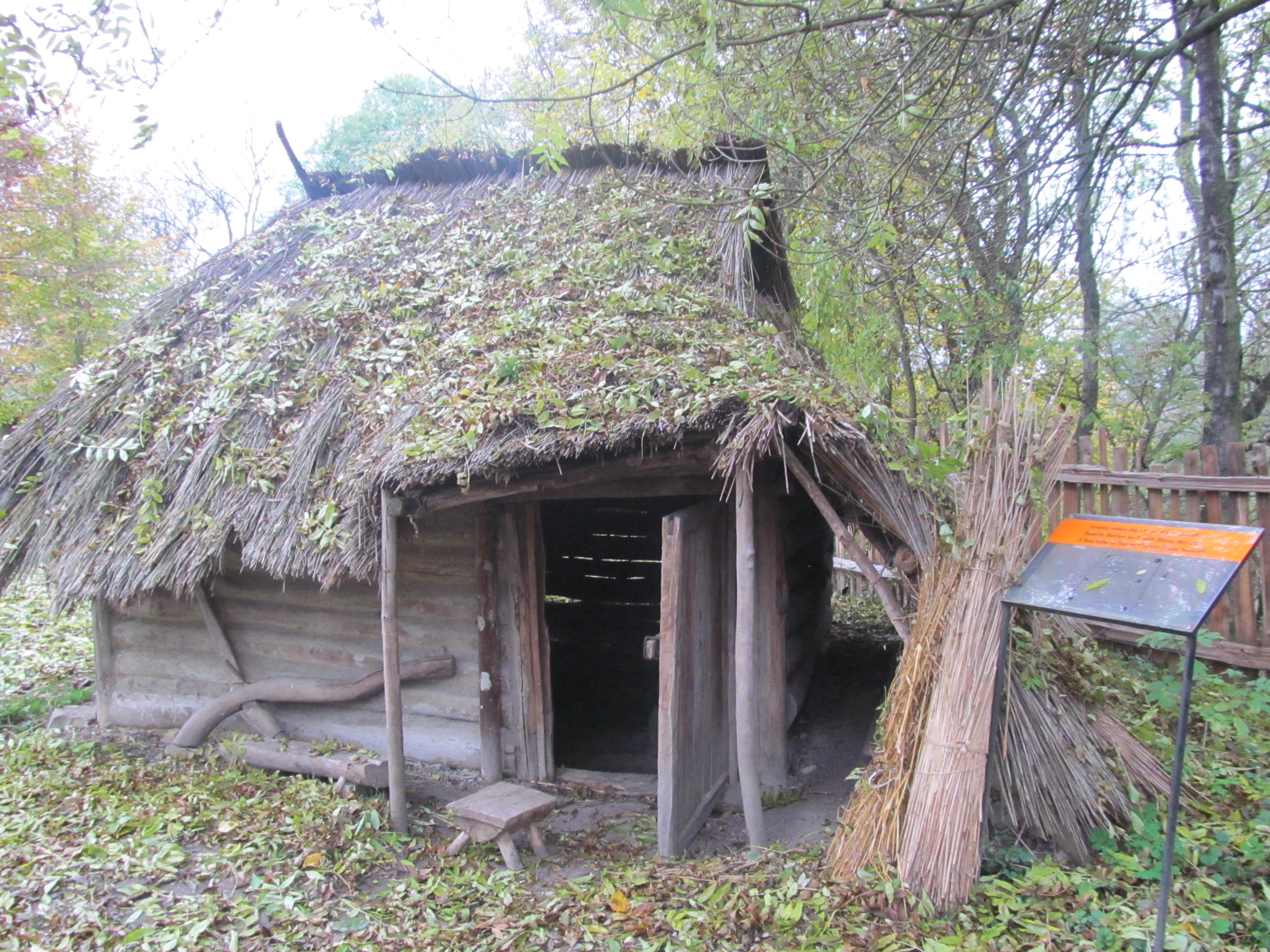
Roubený slovanský dům z 9. století
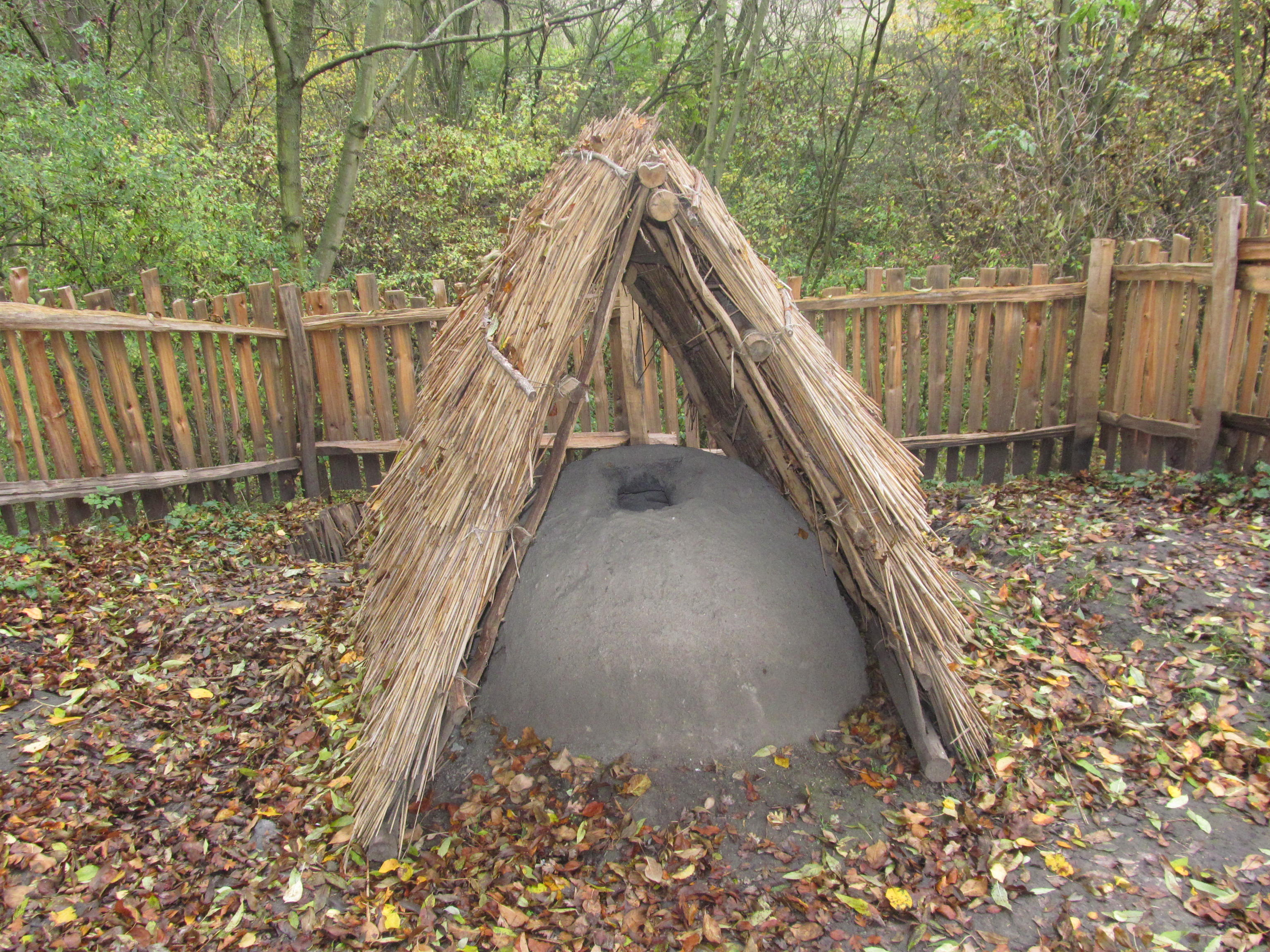
Slovanská hrnčířská pec
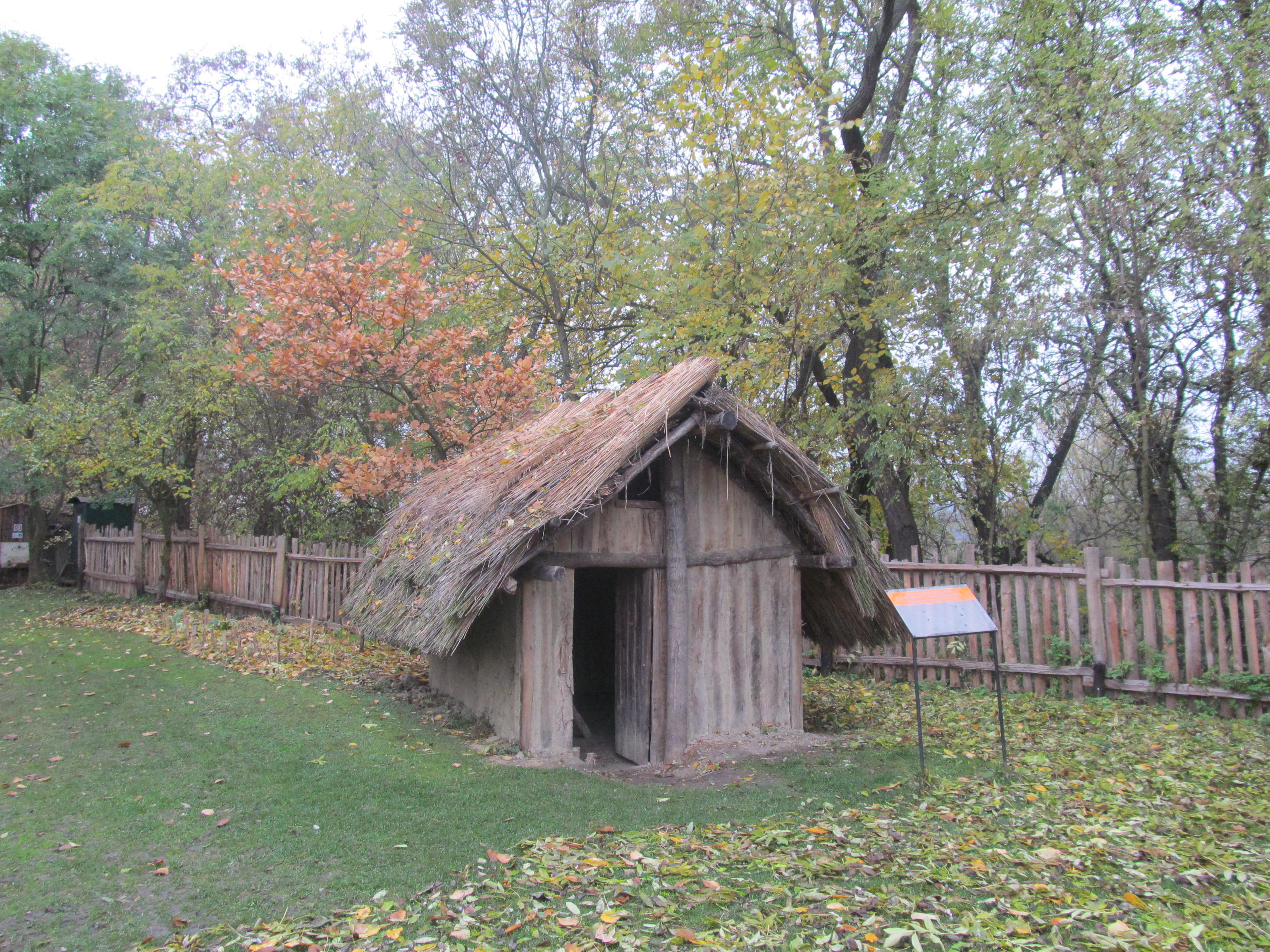
Germánská chata z přelomu 5. a 6. století
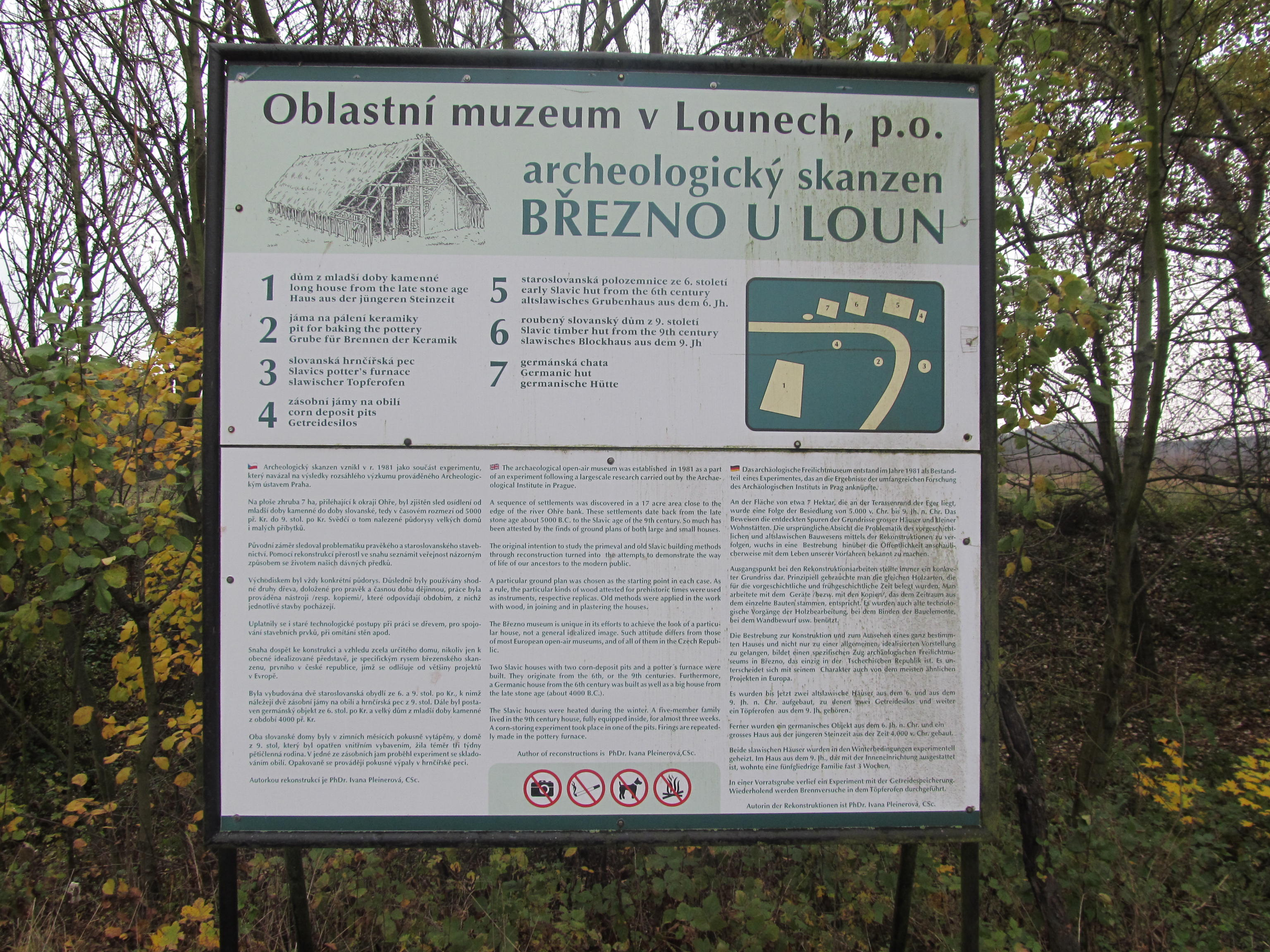
Naučná tabule u vchodu do skanzenu